# Papat d'Avinyó

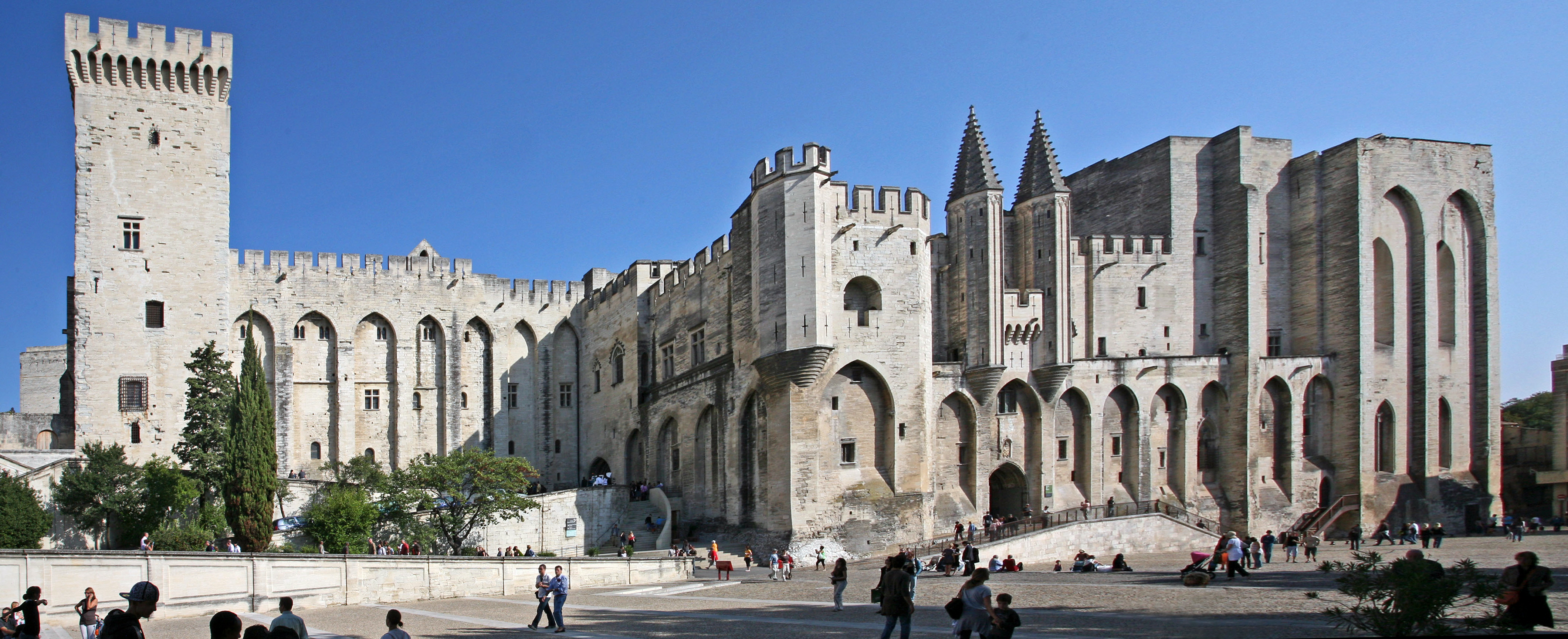
El Palau dels Papes d'Avinyó.

A la Història de l'Església Catòlica, el Papat d'Avinyó va ser el període entre 1309 i 1377 durant el qual set papes van residir a Avinyó (a la Provença, actual França):
- Climent V: 1305 - 1314
- Joan XXII: 1316 - 1334
- Benet XII: 1334 - 1342
- Climent VI: 1342 - 1352
- Innocenci VI: 1352 - 1362
- Urbà V: 1362 - 1370
- Gregori XI: 1370 - 1378

El 1378, el papa Gregori XI va traslladar de nou la residència papal a Roma i allà va morir. A causa d'una disputa sobre les posteriors eleccions, una facció de cardenals van establir un nou antipapa a Avinyó:
- Climent VII: 1378 - 1394
- Benet XIII: 1394 - 1423 (expulsat d'Avinyó el 1403)

Aquest va ser el període problemàtic (entre 1378 i 1417) al qual els historiadors catòlics es refereixen com el «Cisma d'Occident» o, «la gran controvèrsia dels antipapes» (també anomenat «el segon Gran Cisma» per alguns historiadors seculars i protestants), quan es van crear faccions dins de l'Església Catòlica per la seva lleialtat als diversos aspirants al papat. El Concili de Constança el 1417 va resoldre definitivament la controvèrsia.
Els Estats Pontificis (avui limitats a la Ciutat del Vaticà) incloïen llavors Avinyó i el Comtat Venaissí, al sud-est de França. Aquestes zones van seguir sent part dels Estats Pontificis fins a la Revolució Francesa, i es van convertir en part de França el 1791.

## Antecedents
El papat a l'edat mitjana tardana tenia un paper secular essencial a més del seu paper espiritual. Les tesis hildebrandianes concebien el Papa com a líder espiritual i secular de la Cristiandat, i advocaven per l'establiment de facto d'un règim teocràtic a Europa Occidental, amb el Papa al capdavant i els líders seculars actuant i reconeixent la seva primacia. Aquestes pretensions no es van materialitzar mai completament, principalment pel sorgiment del conflicte entre els papes i els emperadors del Sacre Imperi. Aquesta última institució, encara que coronada i, per tant, legitimada, pel papa, va desenvolupar al seu torn la pretensió de primacia sobre la cristiandat, en entendre que era la legítima hereva de l'Imperi Romà.
Les friccions entre el papat i l'emperador van començar a créixer quan el segon va desenvolupar plenament la seva visió global de la cristiandat, al començament del segle xi, moment que va coincidir amb l'ascens de la dinastia Hohenstaufen. Des de la descomposició de l'Imperi carolingi, l'emperador havia estat un mer senyor feudal dins dels territoris del Sacre Imperi Romanogermànic; el poder fàctic es reduïa, bàsicament, al dels seus propis territoris patrimonials. Per tant, l'emperador havia estat una figura empobrida, d'escàs poder polític real, més preocupada pels problemes locals i interns del Sacre Imperi que per la política global. Durant el segle xi, la situació econòmica europea comença a millorar, i acaben les últimes invasions bàrbares de gran escala, que es limiten a algunes menors de cumans i petxenegs. Això permet afermar el poder de les diferents dinasties regnants, mentre Europa adquireix una dimensió més global.

### La teocràcia
El papat, que disposa d'una xarxa burocràtica que s'estén al llarg de tota la cristiandat, es troba en una bona posició per contrarestar la profunda decadència experimentada durant el segle x. Ràpidament expandeix la seva influència política per tot el continent, i desenvolupa les tesis hindebrandianes (de Gregori VII) que propugnen la primacia del papat. No obstant això, les diferents cases regnants europees no se senten còmodes davant la ingerència papal, de vegades contrària als seus interessos. L'ascens de la casa Hohenstaufen al tron alemany al segle xii n'és el millor exemple. En accedir a la dignitat imperial, el primer Hohenstaufen, Frederic Barba-roja, inicia una sèrie de reeixides campanyes militars que refermen el seu poder, es guanya el suport dels gibel·lins i entra en conflicte amb el Papa en una disputa sobre quin d'ells era el líder de cristiandat.
En aquells moments el papat es trobava amb el seu poder consolidat. L'èxit de les primeres croades (1099) va afegir gran prestigi als papes com a líders seculars de la cristiandat, amb monarques com els reis d'Anglaterra, França i fins i tot l'emperador que actuava simplement com a mariscal és per als papes, i dirigint «els seus» exèrcits. La crida del papa a una croada fou resposta ràpidament pels monarques europeus, i aquest es convertí en una figura de consens a la qual s'acudia per negociar o ratificar tractats de pau, privilegis feudals, etc. No obstant això, l'ambició de la casa de Hohenstaufen hauria de contravenir aquesta situació.
La lluita entre el papa i l'emperador es tradueix en un llarg conflicte civil entre güelfs (a favor del Papa) i gibel·lins (a favor de l'emperador) a tot el nord i migdia d'Itàlia. La conseqüència era previsible: l'enfrontament finalment es produeix. Però, contradient els pronòstics, a Legnano (1176) l'emperador Barbarroja va patir una humiliant derrota a mans de les milícies comunals italianes.
Al començament del segle xiii, els Hohenstaufen entronquen amb la casa regnant al Regne de Sicília, en virtut de la qual cosa l'emperador Frederic II hereta el regne. Si bé el seu pare Conrad IV s'havia començat a immiscuir en la política italiana contradient al papa, Frederic II, com a monarca més poderós d'Itàlia, comença a desenvolupar la seva pròpia política i ignora totalment l'autoritat papal.
Durant la lluita pel predomini, Frederic II seria excomunicat dues vegades pel Papa, de fet, el papat va començar a usar l'excomunió com a instrument polític, la qual cosa va començar a desprestigiar-lo. Igualment, predicaria una croada contra Frederic II, per a escàndol de la resta de monarques que consideraven que la croada només estava justificada contra els infidels o els heretges.
El conflicte entre güelfs i gibel·lins s'intensifica després de la mort de Frederic II i els problemes successoris en el regne de Sicília, que, en els seus inicis, havia estat una concessió papal a la dinastia normanda, que actuava, almenys en teoria, en nom del papa. Després de la mort de Frederic II en 1250, el tron imperial quedarà desert, principalment per motius polítics, fins al 1315. Igualment, hi haurà interregnes papals extraordinàriament llargs, de fins a 3 anys de durada, a causa de la tensa situació política. El problema sembla solucionar-se quan Manfred I de Sicília, bastard de Frederic, que s'havia proclamat rei de Sicília, és derrotat pel campió papal Carles I d'Anjou, germà del rei de França, que s'instal·la al regne. El papat concebia a Carles com un nou "mariscal" papal amb el qual podria restaurar la seva influència. No obstant això, amb l'aixecament de les Vespres Sicilianes, en el qual el poble de Sicília es rebel·la i assassina els seus governants angevins, el regne de Carles s'enfonsa, la Casa d'Aragó envaeix Sicília per fer valer els drets de la reina consort Constança de Sicília, única descendent legítima del Frederic II, i el Papa proclama una croada contra Aragó, a la qual acudeix el rei Felip III de França per ajudar el seu oncle Carles. Lligar la causa papal a la de Carles d'Anjou és fatal: la invasió francesa sobre Aragó fracassa estrepitosament (el mateix Felip III mor en la contesa, víctima de la malària), mentre que Carles, que mor el 1285, i el seu hereu Carles II el Coix són incapaços de reconquerir Sicília.
Des d'aquest moment, el papat queda desprestigiat, i el seu poder declina. El Sacre Imperi, que podria haver-se mostrat com a principal valedor de la política papal, es troba en un estat de deslegitimació, en no haver-hi emperador coronat (només electe) i en existir seriosos problemes quant a l'autoritat de l'emperador electe (el Rei dels Romans), en aquell moment el feble Rodolf I d'Alemanya, més preocupat per augmentar els seus territoris patrimonials. Per la seva banda, la política de Carles I d'Anjou al nord d'Itàlia havia introduït a França en aquests territoris, i el seu renebot Felip IV el Bell continua la seva política d'ingerència, que passa per retirar la Provença del Sacre Imperi i establir el seu domini sobre el Piemont i la Ligúria. Això, de nou, xoca amb els interessos papals, i, per mitjà del conflicte entre güelfs i gibel·lins, s'arriba a una contesa armada a conseqüència de la qual el rei de França, aconsellat pel seu canceller Nogaret, envaeix Itàlia, i captura el papa Bonifaci VIII, en l'episodi anomenat l'Atemptat d'Anagni.
Aquest fet, que va causar la posterior mort del Pontífex, suposa de fet la submissió del papat als poders seculars, després d'una centúria de posseir la supremacia. A partir d'aquest moment, França i la resta d'Estats prenen part activa en l'elecció papal, i amb l'entronització del francès Climent V, elegit en 1305, el Papa es fa entronitzar a Lió i trasllada la seva residència de manera efectiva a Avinyó.
No obstant això, aquest simple fet tendeix a sobreestimar la seva influència. El papa, des de feia segles, no tenia per costum residir a la ciutat de Roma, sumida en una lluita de faccions entre les diferents famílies principals que aviat es va involucrar en les lluites de güelfs i gibel·lins. Molts papes amb prou feines van passar alguns mesos del seu pontificat a la ciutat de Roma, solent residir a Viterbo, Òstia o Perusa, encara que no eren rars els seus viatges i estades en llocs molt més llunyans, com Aquisgrà o Lió.

### Avinyó

Un mapa medieval de Roma d'un manuscrit del període (París, Bibliothèque Nationale,). La il·lustració mostra a Roma personificada com a vídua que sofreix la pèrdua del papat.

Climent V va ser triat per un conclave celebrat a Perusa, però ell mateix era arquebisbe de Bordeus i no es trobava a Itàlia en el moment de la seva elecció. El fet de situar de forma interina la seva residència a Avinyó no va semblar en un primer moment una cosa extraordinària, però la situació va canviar de caràcter quan es va produir el trasllat de la Cúria Pontifícia de Roma a Avinyó en 1306. Després del carreró sense sortida durant el conclave precedent i per escapar de la lluita cos a cos entre les poderoses famílies que havien produït als papes precedents, com els Colonna i els Orsini, l'Església va buscar un lloc més segur, i el va trobar a Avinyó, que estava envoltada per les terres del Comtat Venaissí, feu papal. Formalment era part de l'antic regne d'Arles, però en realitat estava sota la forta influència del rei francès.
Encara que els papes s'havien comportat com a monarques des de l'època de Gregori I, va ser durant l'època d'Avinyó que van adoptar molts trets de la cort reial: l'estil de vida dels seus cardenals recordava més al de prínceps que al propi de clergues; més i més cardenals francesos, sovint parents del papa regent, van adquirir llocs clau, i la proximitat de tropes franceses va ser un recordatori constant d'on residia el poder secular, amb la memòria de Bonifaci VIII encara fresca.
Un dels més nocius desenvolupaments per a l'Església va provenir directament de la insatisfactòria reorganització i centralització de l'administració sota Climent V i Joan XXII. El papat va controlar llavors de forma directa els càrrecs de beneficis, i va abandonar els processos d'elecció consuetudinaris per assegurar aquests considerables ingressos. La Santa Seu i els seus cardenals tenien altres formes d'obtenir riqueses: el delme, un deu per cent impost sobre les collites, les anates, ingressos del primer any després d'haver ocupat una posició com a bisbe; impostos especials per croades que mai arribaven a tenir lloc, i tota classe de dispenses, com el gaudi de beneficis sense la qualificació bàsica per a ells com l'alfabetització. Es diu que papes com Joan XXII, Benet XII i Climent VI van gastar fortunes en un guarda-roba car i en banquets, així com en les vaixelles d'or i plata que usaven.
Aquesta esplendor i aquesta corrupció en el cap de l'Església arribava fins a les files més baixes: atès que un bisbe havia de pagar els ingressos d'un any per obtenir un benefici, buscava formes similars de recaptar aquests diners del seu nou càrrec. Això va ser portat a l'extrem pels venedors d'indulgències que venien als pobres l'absolució per a tota mena de pecats. On era odiada aquests venedors d'indulgències, encara que se'ls necessitava per salvar l'ànima, es menyspreava als frares que fracassaven en el seu intent de seguir un camí cristià complint els vots de castedat i pobresa. Aquest sentiment reforçava els moviments que cridaven a un retorn a pobresa absoluta, renúncia de totes les pertinences personals i eclesiàstiques, i que prediquessin segons l'Evangeli. Per a l'Església, una institució incrustada en l'estructura secular i el seu interès per la propietat, això era una tendència perillosa, ia principis del segle xiv la major part d'aquests moviments eren considerats heretges. Entre ells es van incloure als fraticelli i valdesos d'Itàlia, i el moviment dels hussites a Bohèmia (inspirat per John Wycliffe a Anglaterra).
A més, el desplegament de riquesa per l'alt clergat, que contrastava amb la comuna expectativa de pobresa i adherència estricta als principis evangèlics, era utilitzat pels enemics del papat: el rei de França Felip emprava aquesta estratègia, i el mateix l'emperador Lluís IV. En el seu conflicte amb aquest últim, el papa Joan XXII va excomunicar a dos filòsofs destacats, Marsili de Pàdua i Guillem d'Occam, francament crítics amb el papat, i que havien trobat refugi amb Lluís de Baviera a Múnic. En resposta, Guillem d'Occam va acusar al Papa de setanta errors i set heretgies.
Els procediments contra els templers al Concili de Viena representen un episodi d'aquesta època, i reflecteixen els poders existents i la relació entre ells. En 1314 el tribunal de Viena va reclamar poder sobre els templers. El consell, escèptic sobre la culpabilitat de l'orde en conjunt, era improbable que condemnés tot l'orde basant-se en les escasses evidències aportades. En exercir una gran pressió per obtenir part dels substancials fons de l'orde, el rei va aconseguir obtenir la sentència que buscava. El papa Climent V va ordenar per decret la supressió de l'Ordee. A la catedral de Sant Maurici de Viena, el rei de França, i el seu fill el Rei de Navarra, van seure al seu costat quan va promulgar el decret. Sota amenaça d'excomunió, a ningú se li va permetre parlar en aquella ocasió, excepte quan el papa li preguntés. Als templers que van comparèixer a Viena per defensar el seu orde, no se'ls permeté defensar el seu cas: al principi, els cardenals del tribunal van determinar que se'ls havia de permetre presentar una defensa, decisió que va ser revisada després de l'arribada del rei de França personalment a Viena, pressionant sobre el tribunal.

## El papat alseglexiv

### Contradicció entre els papes i el rei de França

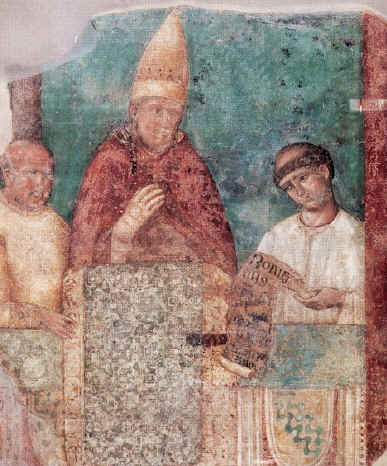
Bonifaci VIII, per Giotto di Bondone, al voltant del 1300.

El principi del segle xiv, que estaria caracteritzat més tard per calamitats com la pesta negra i la Guerra dels Cent Anys entre els dos principals poders d'Europa, es va trobar amb un papat aparentment en un moment de prestigi. El papa Bonifaci VIII (1294 - 1303, nascut Benedetto Gaetani), un polític experimentat de vegades descrit com a brusc i arrogant, era un ferotge defensor de la sobirania universal del papat sobre tota la Cristiandat, com va establir el Dictatus Papae al segle xi. La qüestió concreta que li va fer entrar en conflicte amb el rei Felip IV de França era si els senyors seculars podien establir impostos al clergat. En la seva butlla Clericis laicos (1296), Bonifaci VIII prohibia qualsevol imposició sobre les propietats de l'Església excepte per part del papat, o el pagament d'aquests impostos. Però només un any més tard va concedir a Felip IV el dret de recaptar impostos entre el clergat en casos d'emergència.
El gran èxit de l'Any Jubilar del 1300 (es creu que fins a 2 milions de pelegrins van visitar Roma) va incrementar considerablement el prestigi del papat, va atreure fons a Roma i va induir al Papa a sobreestimar extremadament els seus poders temporals. Després de la detenció del bisbe de Pàmies per part de Felip IV, el Papa va emetre la butlla Salvator Mundi, on retractava tots els privilegis que van conferir al rei francès els papes precedents, i unes poques setmanes més tard Ausculta fili amb càrrecs contra el rei, i amb la citació perquè comparegués davant un consell a Roma. En una afirmació atrevida sobre la sobirania papal, Bonifaci VIII va declarar que «Déu ens ha situat sobre els reis i els regnes».
Felip IV va respondre a aquesta afirmació hierocràtica escrivint: «La seva venerable estupidesa pot ser que sàpiga que no som el vassall de ningú en qüestions temporals», i va convocar una reunió de l'Estat General, un consell dels senyors de França, que van donar suport la seva posició. El rei de França va presentar càrrecs de sodomia, simonia, fetilleria, i heretgia contra el Papa i el va anomenar davant el consell. La resposta de Bonifaci va ser la més forta afirmació fins a la data de sobirania papal. A Unam Sanctam (18 de novembre de 1302), decretava que «és necessari per a la salvació que totes les criatures humanes siguin súbdits del pontífex romà. »Estava preparant una butlla que excomunicaria al rei de França i posaria tot el seu regne en interdicte, i deposaria a tot el clergat de França, quan al setembre de 1303, Guillem de Nogaret, el crític més fort del papat en els cercles francesos, va portar una delegació a Roma, amb ordres intencionadament ambigües donades pel rei per portar al Papa, si cal per força, davant un consell per enjudiciar els càrrecs presentats contra ell.
Nogaret va col·laborar amb els cardenals de la Família Colonna, rivals del Papa des de feia molt de temps, i contra els quals el Pontífex havia predicat fins i tot una croada amb anterioritat durant el seu papat. El 1303 tropes de francesos i italians van atacar el Papa a Anagni, la seva ciutat natal, i allà el van detenir en persona. Fou alliberat tres dies més tard per la població d'Anagni. No obstant això, Bonifaci VIII, llavors de 68 anys, va quedar profundament afectat per aquest atac i va morir unes poques setmanes més tard.

### Cooperació

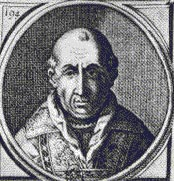
Climent V en un gravat posterior.

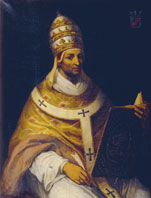
Joan XXII.

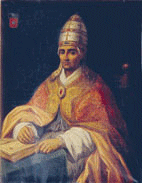
Benet XII.

La mort de papa Bonifaci VIII privava el papat del seu polític més competent que podria enfrontar-se al poder secular del rei de França. Després del papat conciliador de Benet XI (1303-1304), Climent V (1305-1314) va esdevenir el següent Pontífex.
Era originari de Gascunya, a França meridional, però no estava directament relacionat amb la Cort francesa. La seva elecció fou a causa dels eclesiàstics francesos. Va decidir no traslladar-se a Roma i va establir la seva cort a Avinyó. En aquesta situació de dependència dels veïns poderosos a França, tres principis caracteritzaren la política de Climent V: la supressió dels moviments herètics (com el catarisme a França meridional), la reorganització de l'administració interna de l'Església; i la conservació d'una imatge no entelada d'aquesta com l'únic instrument de la voluntat de Déu a la terra. Això últim era desafiat directament per Felip IV quan pressionava per enjudiciar al seu anterior adversari, el papa Bonifaci VIII, per suposada heretgia. El fet d'exercir una gran influència sobre el Col·legi cardenalici podria significar un cop sever per a l'autoritat de l'Església. I gran part de la política de Climent V estava dissenyada per evitar un cop semblant, cosa que finalment va aconseguir. No obstant això, el preu van ser concessions en diversos àmbits; malgrat els seus seriosos dubtes personals, al final va impulsar els procediments contra els templers, i personalment va decidir suprimir l'Orde.
D'altra banda, Climent V va recolzar les pretensions de Carles Robert d'Anjou-Hongria de prendre el tron del Regne d'Hongria, ja que aquest era considerat com a hereu per via de la seva àvia paterna hongaresa, filla d'Esteve V d'Hongria. L'insistent suport de Climent va donar els seus fruits i d'aquesta manera, després de vèncer a nobles feudals, Carles Robert va ser coronat com a rei hongarès amb l'aprovació del papat d'Avinyó. L'ascendència de la branca Anjou francesa li convenia al Papa i d'aquesta manera, el juny del 1308 va enviar al regne hongarès el cardenal Gentilis de Monteflorum com a representant papal. La tasca principal del religiós franciscà va ser forçar als nobles feudals hongaresos a acceptar a Carles Robert, ai van amenaçant fins i tot amb crims eclesiàstics. La seva persuasiva actitud va donar resultat, i al desembre va aconseguir que el noble hongarès Ladislau Kán, voivoda de Transsilvània tornés la Santa Corona Hongaresa, la qual es trobava a les seves mans després dels conflictes successoris previs a Carles Robert, quan el rei Otó d'Hongria la va perdre en la seva fugida dos anys abans. D'aquesta manera, Climent V no només va afermar el seu poder a França sinó també a altres regnes com l'hongarès.
Una qüestió important durant el papat de Joan XXII (Jaques Dueze, nascut a Caors, i prèviament arquebisbe a Avinyó), va ser el seu conflicte amb Lluís IV del Sacre Imperi Romanogermànic. Aquest últim rebutjava el dret del papa de nomenar l'emperador per coronació. Va recórrer a una tàctica similar a la precedent del rei de França Felip, i va reunir els nobles d'Alemanya perquè donessin suport la seva decisió. Marsili de Pàdua va oferir la justificació d'aquesta supremacia secular sobre les terres al Sacre Imperi Romanogermànic. Aquest conflicte amb l'Emperador va llançar encara més el papat als braços del rei francès.
El papa Benet XII (1334-1342), (Jacques Fournier, nascut a Pàmies) havia actuat prèviament en la Inquisició en contra del moviment càtar. En contrast amb la imatge bastant sagnant de la Inquisició en general, s'assenyala que ell era molt acurat amb les ànimes que examinava, i empranva molt de temps en els processos. El seu interès per pacificar la França meridional va ser també el que el va portar a intervenir entre el rei de França i el rei d'Anglaterra, abans de l'esclat de la Guerra dels Cent Anys.

### Submissió

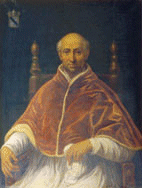
Climent VI.

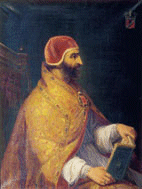
Innocenci VI.

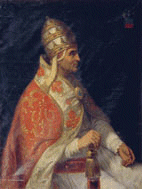
Urbà V.

Sota el Papa Climent VI (1342-1352) els interessos francesos van començar a dominar el papat. Climent VI havien estat anteriorment arquebisbe de Rouen i conseller de Felip IV, així els seus vincles amb la Cort francesa eren molt més forts que els dels seus predecessors. En algun moment fins i tot va finançar els esforços bèl·lics francesos amb els seus propis recusos. Segons es diu, li agradaven els vestits luxosos i sota el seu regnat l'estil de vida extravagant a Avinyó va assolir noves cotes.
Climent VI és també el papa que va regnar durant l'expansió de la pesta negra. Aquesta epidèmia va esclatar en l'època en què el rei Lluís I d'Hongria conduïa una campanya militar contra el Regne de Nàpols (va recórrer tot Europa entre 1347 - 1350, i es creu que va matar prop d'un terç de la població del continent). Climent es va posicionar totalment del costat de la reina Joana I de Nàpols, vídua del germà menor de Lluís I d'Hongria, per la qual cosa reclamava el tron napolità el rei hongarès. Joana I va viatjar el 1347 a Avinyó, on es va refugiar a la seu papal mentre els exèrcits de Lluís I entraven al regne napolità. Climent desitjava tenir Joana I com a reina, ja que Avinyó era una dependència del Regne de Nàpols i la sobirana en curs seria fàcilment manipulable per a ell. Durant la campanya militar i després de la seva victòria el 1348, Climent VI no va reconèixer la sobirania del rei hongarès Lluís I i el va amenaçar amb l'excomunió en cas de coronar-se aquest com rei de Nàpols, però no va arribar a fer-ho i tampoc no es van trencar les relacions entre el regne i la Santa Seu, ja que el rei hongarès va marxar immediatament de sòl italià davant l'agreujament de la pesta negra i va abandonar la seva empresa.
Climent VI, que podia crear un Estat independent a Avinyó, va oferir la seva ajuda a la reina. Aquesta, en rebre l'absolució papal per haver matat el seu marit Andreu d'Hongria, germà de Lluís I i en assegurar per protecció del Papa el tron, li va cedir la regió d'Avinyó a Climent.
El papa Innocenci VI (1352-1362), nascut Etienne Aubert, era menys sectari que Climent VI. Estava interessat a establir la pau entre França i Anglaterra, i a fi i efecte d'això havia treballat en delegacions papals el 1345 i 1348. El seu aspecte demacrat i les maneres austeres li conferien més alt respecte per part dels nobles a ambdós costats del conflicte. No obstant això, era també indecís i impressionable, i ancià quan fou triat com a Papa. En aquesta situació, el rei de França aconseguí influir en el papat, encara que els llegats papals exerciren papers clau en diversos intents d'aturar el conflicte. Destacadament, en 1353 el bisbe de Porto, Guy de Bolonya, va intentar crear una conferència. Després de converses inicialment satisfactòries, l'esforç va fracassar, en gran part a causa de la desconfiança per part dels anglesos cap als forts llaços de Guy amb la cort francesa. En una carta, el mateix Innocenci VI escrivia al Duc de Lancaster: «Tot i que vam néixer a França i encara que per això i altres raons tinguem cap al regne de França un afecte especial, en treballar per la pau hem apartat els nostres prejudicis particulars i hem intentat servir els interessos de tot el món ».
Amb el papa Urbà V (1362-1370) el control de la cort francesa sobre el papat es va fer més directe. Urbà V és descrit com el més auster dels papes d'Avinyó després de Benet XII i probablement el més espiritual de tots. No obstant això, no era un estrateg i feia concessions substancials a la corona francesa especialment en finances, una qüestió crucial durant la guerra amb Anglaterra. En 1369, Urbà V va donar suport al matrimoni de Felip II de Borgonya i Margarida III de Flandes, en contrast amb la dispensa a un dels fills d'Eduard III per casar-se amb Margarida. Això clarament mostrava la parcialitat del papat.

### Cisma: LaGuerra dels vuit sants
La decisió més influent del regnat del papa Gregori XI (1370-1378) va ser el retorn a Roma a 1378. Per bé que el Papa era francès i encara estava sota la forta influència del rei francès, el conflicte creixent entre faccions amistoses i hostils al papa suposava una amenaça per als territoris pontificis i per la fidelitat de la mateixa Roma. Quan el papat va establir un embargament a les exportacions de gra durant una escassetat de menjar (1374 - 75, Florència va organitzar a diverses ciutats en una lliga en contra del papat: Milà, Bolonya, Perusa, Pisa, Lucca i Gènova. El delegat papal, Robert de Ginebra, un parent de la Casa de Savoia, va iniciar una política especialment cruel en contra de la lliga per restablir el control sobre aquestes ciutats i va convèncer el papa Gregori XI per tal que contractés mercenaris bretons. Per reprimir un aixecament dels habitants de Cesena, va contractar John Hawkwood, qui va massacrar a la majoria de la població (es diu que van ser entre 2500 i 3500 persones).
Després d'aquests esdeveniments, l'oposició contra el papat es va enfortir. Florència va entrar en obert conflicte amb el Papa, un conflicte anomenat la Guerra dels Vuit Sants en referència als vuit regidors florentins que van ser triats per dirigir el conflicte. Es va excomunicar a tota la ciutat de Florència i com a resposta es va detenir l'exportació d'impostos clericals. El comerç va quedar seriosament obstaculitzat i els dos costats havien de trobar una solució. En la seva decisió de tornar a Roma, el papa va ser també influït per Caterina de Siena, més tard canonitzada, que predicava en favor del retorn a Roma.
El cisma en si va acabar finalment per una sèrie de concilis, que van durar fins al 1417.